# Giáo hội Phúc Âm Ngũ tuần Việt Nam
Giáo hội Phúc Âm Ngũ tuần Việt Nam (chữ Anh: Assemblies of God of Vietnam, viết tắt: AGVN), là một hệ phái Cơ Đốc giáo thuộc Phong trào Ngũ tuần đang hoạt động tại Việt Nam, có liên kết với Liên hiệp các Giáo hội Phúc Âm Ngũ tuần Thế giới. Tính đến năm 2009, ước tính có khoảng 40.000 tín hữu trên cả nước. Tổng quản nhiệm - chức vụ lãnh đạo tối cao của Giáo hội Phúc Âm Ngũ tuần Việt Nam, tính đến năm 2025 là mục sư Dương Thành Lâm, ông từng được bầu chọn vào năm 2001.
Ngày 20 tháng 10 năm 2010, Giáo hội đã tổ chức Đại hội đồng Tổng hội lần thứ nhất Giáo hội Phúc Âm Ngũ tuần Việt Nam tại Thành phố Hồ Chí Minh – một dấu mốc mang tính lịch sử, mở ra giai đoạn phát triển ổn định, minh chứng cho nỗ lực kiên trì “gieo hạt đức tin giữa lòng dân tộc”. Sự kiện này không chỉ khẳng định vị thế tổ chức của Hội Thánh, mà còn là minh chứng sống động cho tinh thần “đức tin thể hiện qua tình yêu thương” trong lòng xã hội đương đại.

## Lịch sử
Giáo hội Phúc Âm Ngũ tuần Việt Nam khởi nguồn từ công tác cứu trợ nhân đạo của hai vợ chồng Don Warren vào năm 1970, khi họ mở một trại trẻ mồ côi với sự hỗ trợ tích cực của ông Cao Tấn Phát. Từ hoạt động nhân đạo này, công việc truyền giáo ngày càng phát triển. Ba nhà sáng lập đã chủ động thỉnh cầu Giáo hội Phúc Âm Ngũ tuần Hoa Kỳ (en) hỗ trợ thêm. Đáp lại lời kêu gọi, vào các năm 1971 và 1973, các nhà truyền giáo Hoa Kỳ bắt đầu được cử sang Việt Nam. Họ đã phối hợp với các nhà truyền giáo của Giáo hội Phúc Âm Ngũ tuần Philippines (en), và các tín hữu bản địa để mở rộng hoạt động truyền giáo. Năm 1972, Hội Thánh đầu tiên được thành lập tại Vũng Tàu, và đến năm 1973, mục sư Glen Stafford đã khai giảng trường Kinh Thánh đầu tiên tại thành phố này. Vào tháng 7 năm 1973, Giáo hội Phúc Âm Ngũ tuần được chính phủ Việt Nam Cộng hoà công nhận chính thức. Người giữ chức vụ Tổng quản nhiệm đầu tiên là mục sư John Hurston, một nhà truyền giáo người Mỹ, và văn phòng trung ương được thiết lập tại Sài Gòn. Đến năm 1975, số lượng tín hữu đạt khoảng 10.000 đến 15.000 người. Tuy nhiên, sau biến cố 30 tháng 4 năm 1975, cùng với sự thay đổi thể chế chính trị, Hội Thánh – cũng như nhiều tổ chức tôn giáo khác – bị đàn áp mạnh mẽ. Nhiều nhà thờ bị đóng cửa, tài sản bị tịch thu, và số lượng tín hữu sụt giảm nghiêm trọng. Tác động sâu rộng đến mức một số nhà nghiên cứu gọi giai đoạn 1975–1988 là “Thời kì im lặng” của Giáo hội Phúc Âm Ngũ tuần Việt Nam.
Trong khoảng thời gian 1988–1998, mục sư Trần Đình Ái, người từng là Tổng thư kí của Giáo hội Phúc Âm Ngũ tuần Việt Nam trước năm 1975, đã đứng ra tái tổ chức Hội Thánh. Một Đại hội đồng Tổng liên hiệp đầu tiên được triệu tập vào năm 1989, và ông mục sư Trần Đình Ái được bầu làm Tổng quản nhiệm. Dù vẫn phải đối mặt với sự khó khăn và sách nhiễu, Giáo hội Phúc Âm Ngũ tuần tiếp tục phát triển cả về tổ chức lẫn số lượng, từng bước mở rộng đến mọi miền đất nước. Đến nay, Hội Thánh đang trong tiến trình hợp pháp hoá hoạt động tại Việt Nam. Một dấu mốc quan trọng là vào tháng 10 năm 2009, Hội Thánh Phúc Âm Ngũ tuần Việt Nam được Bộ Nội vụ cấp giấy phép hoạt động chính thức, đánh dấu bước khởi đầu quan trọng trong hành trình hướng đến công nhận tư cách pháp nhân đầy đủ. Trước đó, nỗ lực đăng kí vào năm 1994 đã thất bại, và có nhiều tín hữu đã báo cáo các vi phạm nhân quyền có hệ thống. Sau khi được cấp phép, Giáo hội đã tổ chức Đại hội đồng Tổng hội lần thứ nhất Giáo hội Phúc Âm Ngũ tuần Việt Nam chính thức đầu tiên vào ngày 20 tháng 10 năm 2010 tại Thành phố Hồ Chí Minh – một sự kiện mang tính bước ngoặt đối với đời sống tín ngưỡng và tổ chức của Hội Thánh sau nhiều năm hoạt động trong âm thầm và khó khăn.